# Ковалевское (озеро)
Ковалевское (Ковалинское) — озеро в Лаишевском районе Татарстана.

## География
Озеро Ковалинское (Ковалёвское) — бессточный водоём карстового происхождения. Расположено северо-восточнее села Песчаные Ковали в Лаишевском районе Татарстана. Водоём имеет сложную форму. Длина озера 4207 м, максимальная ширина 950 м. Площадь зеркала 124,5 гектар (по другим данным — 1,36 км²). Средняя глубина достигает 3 м, максимальная глубина 12 м. Высота над уровнем моря — 69,6 м.
Озеро состоит из трёх озеровидных плесов — Ковалинский, Средний и Зимница. Берега низкие, пологие, песчаные. Наиболее глубоководным является Ковалинский плес, отличающийся тремя продольными котловинами с глубинами до 13, 11 и 6 м. Средний и Зимница же мелководны.

## Гидрология
Объём озера 4 млн м³. Питание смешанное, подземное и грунтовое. Вода жёлтого цвета, без запаха, жёсткостью менее 1 ммоль/л, минерализацией 46,9 мг/л, прозрачность 55 см. Химический тип воды гидрокарбонатно-кальциевый.

## Хозяйственное использование
- Водоём является важным источником природного водоснабжения, также используется для отдыха, рыбной ловли.
- Постановлением Совета Министров Татарской АССР от 10 января 1978 г. № 25 и постановлением Кабинета Министров Республики Татарстан от 29 декабря 2005 г. № 644 озеро признано памятником природы регионального значения.